# 小台橋
小台橋（おだいはし）は、隅田川にかかる橋、小台通り（東京都道458号白山小台線）を通す。北岸は足立区小台2丁目、南岸は荒川区西尾久3丁目。

## 現在の橋の概要
- 種別 - 鋼道路橋
- 形式 - 鋼ニールセンローゼ桁橋
- 橋長 - 122.0m
- 幅員 - 15.0m
- 竣工 - 平成4年（1992年）
- 事業主体 - 東京都

## 橋の歴史
架橋前は付近に「小台の渡し（尾久の渡しとも称された）」があり、江戸時代より江北・西新井・草加方面への交通の要所として賑わっていた。西新井大師や六阿弥陀のひとつである沼田の恵明寺に詣でる人々も多く利用した。小台橋が最初に架橋されたのは昭和8年（1933年）で、関東大震災後の都市復興事業により架橋された。いわゆる「震災復興橋梁」には数えられないが、復興都市計画に基づいて架橋されたものである。その後老朽化によって、平成4年（1992年）に現在の橋に架け替えられた。架け替え工事にあたり既存の橋の下流側に仮設橋を設置、その後に本橋部分を撤去し新たな橋を設けるという時間と費用の掛かる方法が用いられた。その複雑な工事によって造成された部分を活かして現在の小台橋の端部分の歩道は広いテラス状になっている。

## 路線バス
- 都営バス
  - 東43　荒川土手 - 田端駅 - 駒込病院 - 御茶ノ水駅 - 東京駅丸の内北口
  - 東43　江北駅 - 荒川土手 - 田端駅 - 駒込病院
  - 東43　豊島五丁目団地 - 田端駅 - 駒込病院

## 隣の橋
- 隅田川

（上流） - 豊島橋 - （首都高速中央環状王子線） - 小台橋 - 尾久橋 - （日暮里・舎人ライナー） - （下流）
座標: 北緯35度45分15秒 東経139度45分45秒 / 北緯35.75417度 東経139.76250度